# Галофіти

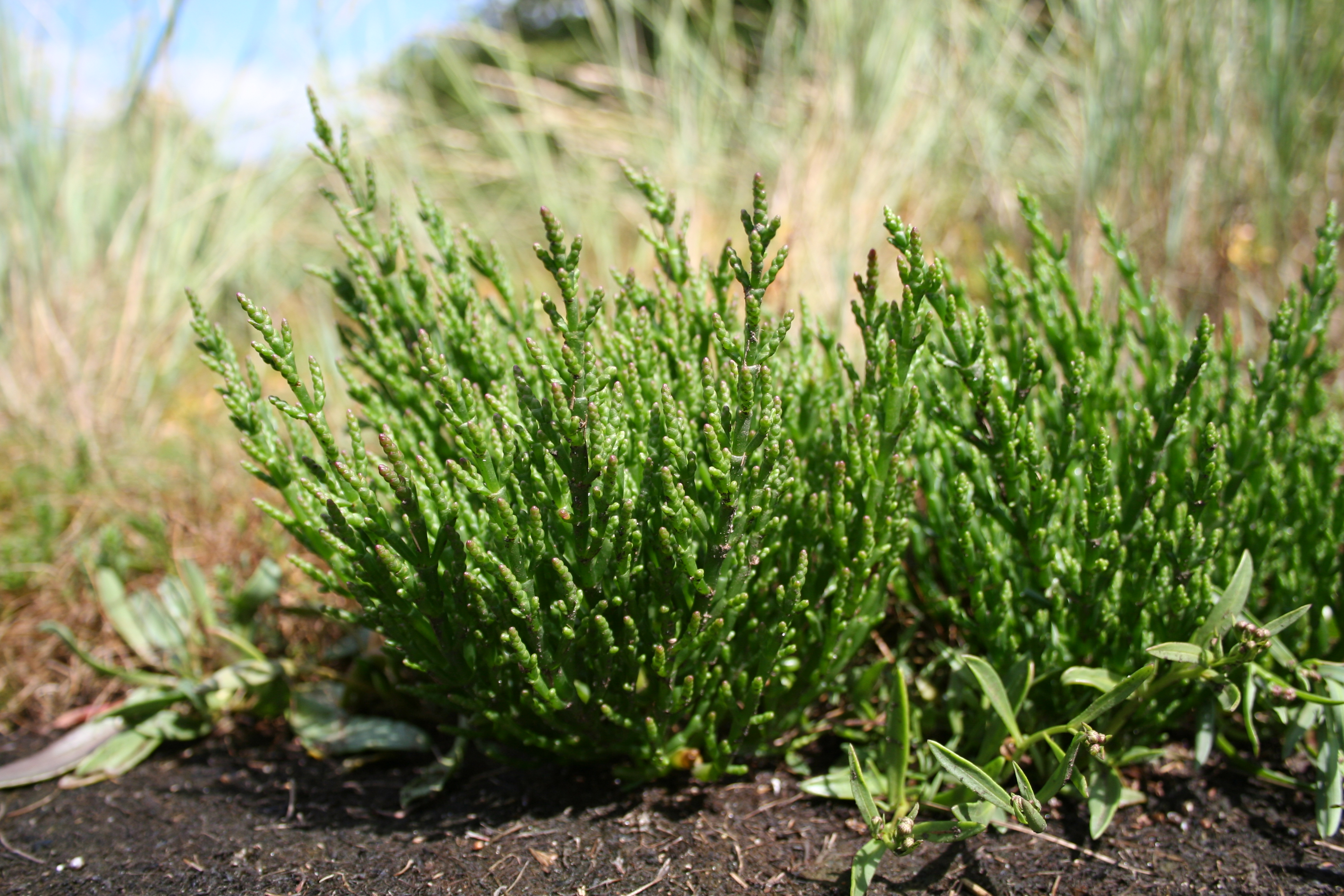
Солонець трав'янистий (Salicornia europaea) — типовий галофіт

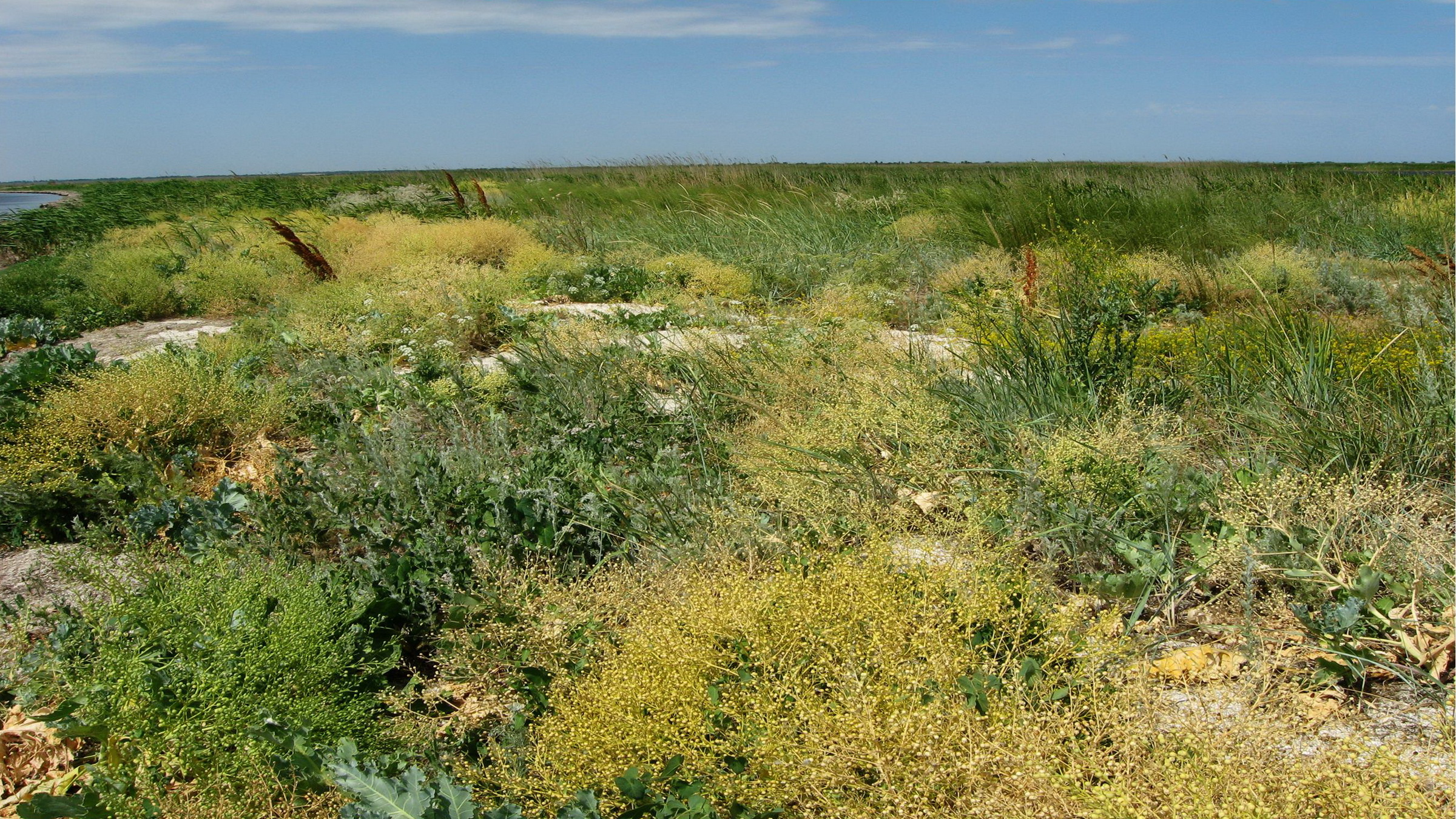
Галофітна рослинність на узбережжі Молочного лиману

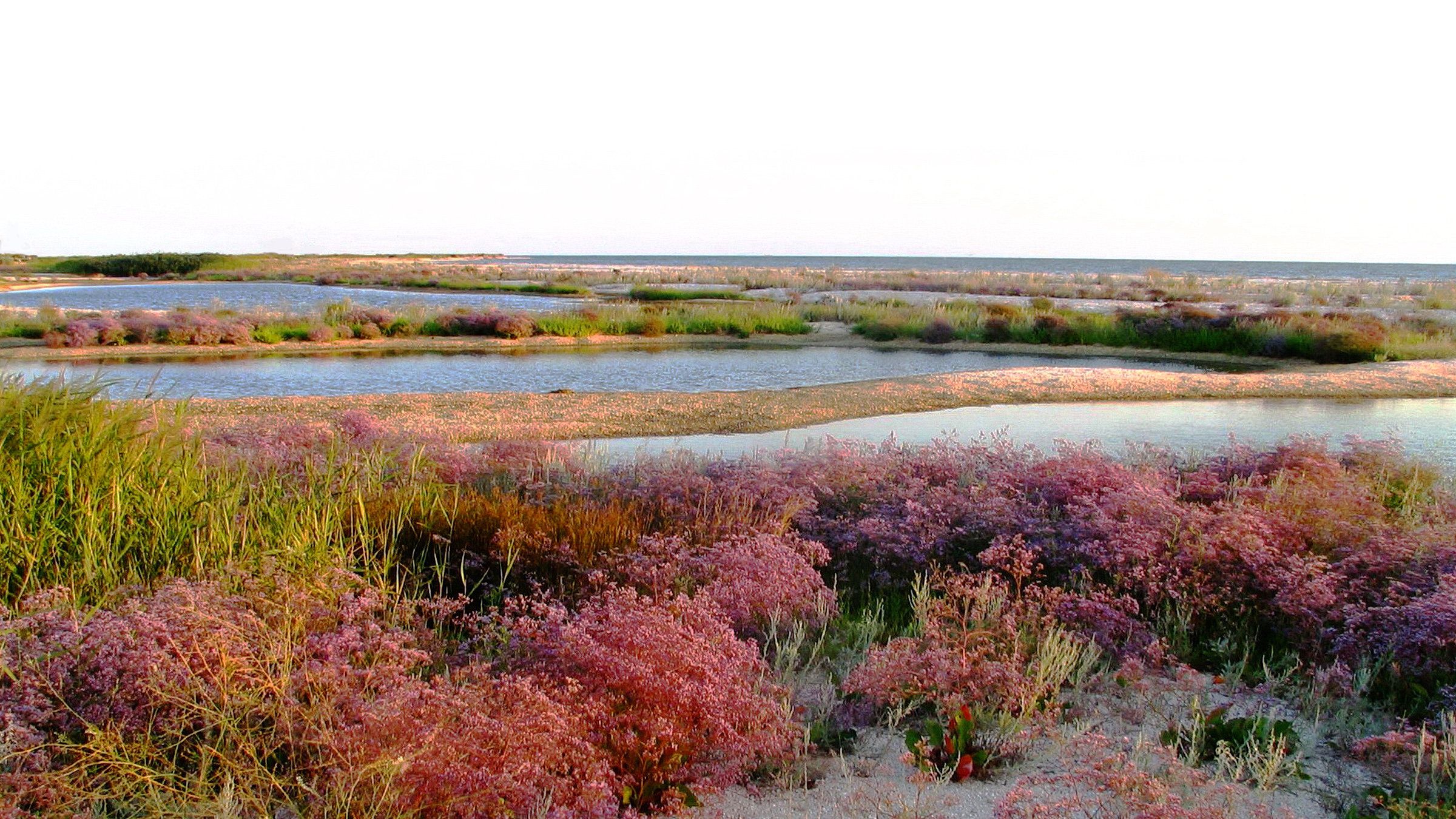
Галофітна рослинність. Обитічна коса.

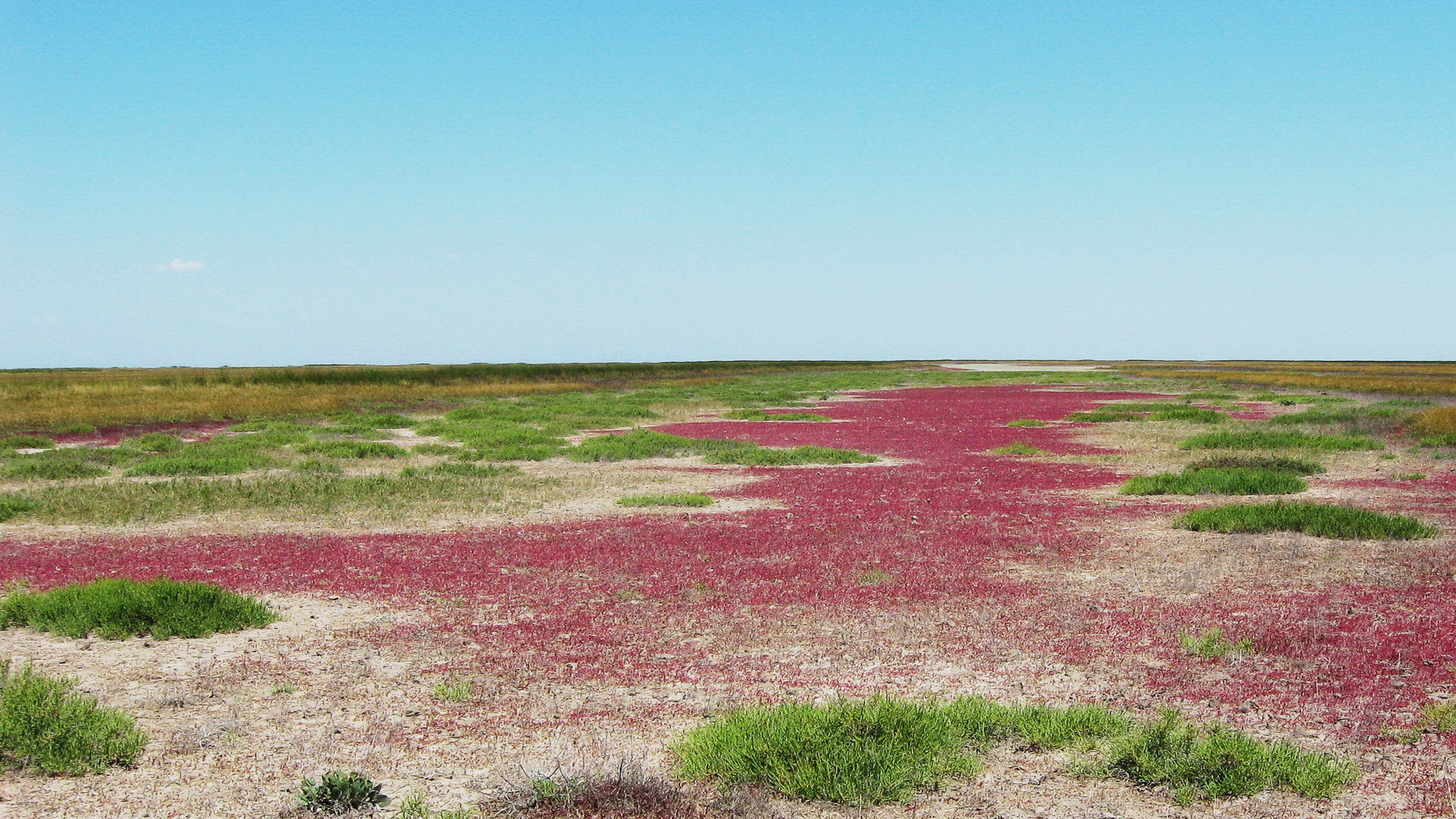
Солончак. Острів Джарилгач.

Галофіти (грец. hals — сіль і грец. phyton — рослина) — солестійкі рослини, що належать до різних екоморф за галофільністю. Особливо цікаві галофіти групи галоксерофітів, яким притаманна значна стійкість до високих концентрацій солей і часто бувають сукулентами (напр., Halocnemum strobilaceum — евгалофіт і Rubia cretacea — базифіт), Деякі з них розвивають величезний осмотичний тиск. Так, у Atriplex confertifolia він досягає 153 атм; галомезоксерофіти здатні виділяти надлишок солей спеціальними залозками (напр., Limonium gmelinii — кріногалофіт) або мають можливість регулювати проникність клітинних мембран при карбонатній солоності ґрунтів (кальцієві і натрієві солі вуглекислоти, напр. Artemisia lercheana — глікогалофіт); галоксеромезофіти (напр., Elymus paboanus); галомезофіти (Salicornia europaea) — розвиваючи осмотичний тиск до 100 атм; галогідрофіти (Zostera marina). До галофітів належать і деякі бактерії (виносять присутність у воді NaCl в концентрації до 25 %), а також всі водорості морів і океанів. Концентрація солей в їх організмах дуже близька до їх концентрації в морській воді. Типовими галофітами є мангри.

## Виноски
1. ↑  Галофільність, солестійкість — адаптованість організмів до існування на ґрунтах, у ґрунтах і водах, більш-менш багатих легкорозчинними солями. Солестійкі організми діляться на галофітів (рослини) і галофіли (тварини).
2. ↑  Horris, 1921
3. ↑  Келлер, 1920

| Екологія | Це незавершена стаття з екології. Ви можете допомогти проєкту, виправивши або дописавши її. |